# Peurajärvi (sjö i Kuusamo, Norra Österbotten, Finland)
Peurajärvi eller Tammelanjärvi är en sjö i Finland. Den ligger i kommunen Kuusamo i landskapet Norra Österbotten, i den nordöstra delen av landet, 700 km norr om huvudstaden Helsingfors. Peurajärvi ligger 279,3 meter över havet. Arean är 69,3 hektar och strandlinjen är 4,29 kilometer lång. Sjön  ingår i Kems huvudavrinningsområde. 